# Ofensywa Państwa Islamskiego w Syrii
Ofensywa Państwa Islamskiego w Syrii – kampania wojenna prowadzona w Syrii przez organizację terrorystyczną Państwo Islamskie, która doprowadziła w czerwcu 2014 do powstania samozwańczego kalifatu na terenach zajętych przez dżihadystów.
Działania ISIS były prowadzone na trzech frontach. Operację toczono na ziemiach zajętych przez pozostałych syryjskich opozycjonistów, którzy byli dawnymi sojusznikami ISIS. Na tym polu głównym sukcesem terrorystów był podbój muhafazy Dajr az-Zaur. Umożliwiło to podjęcie ofensywy w Iraku, która stała się drugim frontem. Trzecim frontem kampanii wojennej IS były działania wymierzone syryjskim siłom zbrojnym. Jej celem było zajęcie obiektów i miejsc o charakterze strategicznym. Terroryści zaatakowali pole naftowe Asz-Sza'jr, Bazę 17 Dywizji, Bazę 93 Brygady, Bazę 121 Pułku Artylerii, Bazę Al-Kuwajrs oraz Bazę Sił Powietrznych Tabka. Wszystkie powyższe punkty zostały zajęte przez dżihadystów, jedynie pole naftowe Asz-Sza'jr zostało odbite przez armię syryjską.

## Tło
Państwo Islamskie w Iraku i Lewancie (ISIS) to sunnickie ugrupowanie ekstremistyczne, wywodzące się z Iraku, gdzie pod nazwą Państwa Islamskiego w Iraku (IS), od 2004 prowadziło rebelię przeciwko zachodnim okupantom i szyickiemu rządowi. Wykorzystując fakt eskalacji wojny domowej w sąsiedniej Syrii, radykałowie zaczęli przenikać przez granicę. Od tego momentu do Syrii ściągali dżihadyści z wielu krajów, by walczyć o kalifat na ziemiach Syrii. W kwietniu 2013, dowódca Islamskiego Państwo w Iraku (ISI) Abu Bakr al-Baghdadi, przemianował nazwę ugrupowania na Islamskie Państwo w Iraku Lewancie, zaznaczając terytorialne roszczenia na Irak, Syrię i Liban. Powołując ISIS ogłosił fuzję z syryjskimi radykałami z ugrupowania Dżabhat an-Nusra, na co nie godziło się jego dowództwo. Jednak mając wspólny cel – walkę z siłami rządowymi Baszszar al-Asada – ugrupowania współpracowały ze sobą.
Wojna domowa w Syrii radykalizowała się, a ISIS wraz z Dżabhat an-Nusra, walczyli przeciwko prozachodnim rebeliantom zrzeszonym wokół Wolnej Armii Syrii, wówczas głównej siły opozycyjnej. ISIS przystąpiło do wojny przeciwko Kurdom i wypowiedziało wojnę chrześcijanom. Dżihadysci dokonywali licznych masakr na cywilach i jeńcach, nie respektując żadnych konwencji wojennych.
Symbolicznym początkiem dążenia do wojennej ścieżki na drodze ISIS z syryjską opozycją zbrojną była zbrodnia z 11 lipca 2013 na Kamalu al-Hammamim z Najwyższej Rady Wojskowej Wolnej Armii Syrii. Al-Hammami należał do 30 najważniejszych postaci powstańczej Armii. Dowództwo militarnego ciała opozycji ogłosiło, iż zabójstwo al-Hammamiego równało się z wypowiedzeniem wojny. We wrześniu 2013 po ataku ISIS na Azaz, kontrolowaną przez Wolną Armię Syrii, szereg ugrupowań opozycyjnych wyraziło swoją dezaprobatę wobec działań ISIS. Sześć ugrupowań rebelianckich (Ahrar asz-Szam, Liwa at-Tauhid, Dżajsz al-Islam, Liwa Sukur asz-Szam, Brygady Furkan i Liwa al-Hakk) wchodzących w skład Syryjskiego Frontu Wyzwolenia Islamu oraz Syryjskiego Frontu Islamskiego, wezwało na początku października 2013 ISIS do opuszczenia Azazu. Ugrupowania te były trzonem powołanego później Frontu Islamskiego.
Na początku listopada 2013 lider Al-Ka’idy Ajman az-Zawahiri po raz kolejny nakazał rozwiązanie ISIS i powrót bojowników dawnego ISI do Iraku, z kolei filią światowej Al-Ka’idy w Syrii obwołał ugrupowanie Dżabhat an-Nusra. Zmarginalizowany ISIS porzucił sojusz z Dżabhat an-Nusra, wdając się w nimi w bratobójcza walkę. Front Islamski, powstał 22 listopada 2013 i był porozumieniem Syryjskiego Frontu Wyzwolenia Islamu oraz Syryjskiego Frontu Islamskiego. Sojusz ugrupowań pod względem bojowników znacznie przewyższał liczebnie Wolną Armię Syrii i był odpowiedzią na rosnące w siłę Islamskie Państwo w Iraku i Lewancie.
Wkrótce przeciwko ISIS wystąpiła cała syryjska zbrojna opozycja z Dżabhat an-Nusra, Frontem Islamskim i ugrupowaniami związanymi wokół Wolnej Armii Syrii na czele. Początkowo koalicja wypierała ISIS z zajętych terenów. po czterech dni walk rebelianci, którzy przeciwstawili się ISIS, zdobyli 80% ich terytoriów w muhafazie Idlib, a także 65% terytoriów w muhafazie Aleppo kontrolowanych uprzednio przez Islamskie Państwo w Iraku i Lewancie. Jednak z czasem walki stały się coraz bardziej zacięte. Pierwszą sukcesem ISIS była obrona Ar-Rakki, swojego głównego bastionu w Syrii. Wyparto z niej bojowników Dżabhat an-Nusra oraz Ahrar asz-Szam. W ciągu dwóch tygodni walk między rywalizującymi bojownikami śmierć poniosło ponad 1000 osób. Po rozpoczęciu kontrofensywy ISIS, ugrupowanie zostało potępione przez Ajmana az-Zawahiriego. Lider światowej Al-Ka’idy apelował o zakończenie bratobójczych walk.
W lutym i marcu 2014 Dżabhat an-Nusra i Front Islamski przeprowadziły drugą ofensywę wymierzoną w ISIS, w efekcie której dżihadysci zostali zmuszeni do ucieczki ze swoich pozycji w muhafazie Dajr az-Zaur. Jednak zmiana sytuacji nastąpiła po bitwie o Markadę w dniach 21–29 marca 2014, kiedy to ISIS pokonało ekstremistów z Dżabhat an-Nusra i zaczęło ich powoli wypierać z muhafazy. Po porażce ISIS w bitwie o przejście graniczne Abu Kamal z 11 kwietnia 2014, ISIS przegrupowało się i podjęło szeroko zakrojoną ofensywę.

## Ofensywa ISIS przeciwko pozostałym formacjom opozycyjnym

### Ofensywa ISIS w muhafazie Dajr az-Zaur
Mimo porażki w Abu Kamal, 30 kwietnia 2014 ISIS rozpoczęło kontrofensywę w Dajr az-Zaur, przeciwko rebeliantom z Dżabhat an-Nusra, Frontu Islamskiego oraz Wolnej Armii Syrii. Na początku maja 2014 Dżabhat an-Nusra ogłosiło, iż wstrzymuje bezpośrednie ataki przeciwko ISIS, wedle instrukcji Ajmana az-Zawahiriego, jednakże zastrzegli obronę muzułmanów w przypadku działań wrogich dżihadystów. Mimo tego 5 maja 2014 odbyła się krwawa bitwa o As-Subhę w muhafazie Dajr az-Zaur. W wygranej przez islamskie bataliony walce, zginęło 69 rebeliantów i 23 dżihadystów ISIS oraz pięciu cywilów. Do 10 maja 2014 ISIS przejęło całkowitą kontrolę nad wschodnim pasem mufahafazy Dajr az-Zaur. W ciągu dziesięć dni walk zginęło 230 osób, a 100 tys. cywilów zostało przesiedlonych. Tymczasem do 12 maja 2014 w walkach między ugrupowaniami islamskimi zginęło 4766 osób, w tym 505 cywilów, 2377 islamistów (ok. 1000 bojowników Frontu Islamskiego i 500 Dżabhat an-Nusra) oraz 1845 dżihadystów ISIS i 39 niezidentyfikowanych osób.
W maju 2014 na froncie Dajr az-Zaur walczyło 3 tys. dżihadystów ISIS. 16 maja 2014 w ataku samobójczym na bazę islamskich bojowników w miejscowości Asz-Szahil zginęło 14 osób. Za atakiem stało ISIS. 22 maja 2014 Islamskie Państwo w Iraku Lewancie ogłosiło zdobycie kontroli nad terminalem naftowym Al-Charrat. W walkach zginęło 26 rebeliantów Dżabhat an-Nusra. Większość z nich została zabita po pojmaniu. 2 czerwca 2014 ISIS zdobyło kontrolę nad miastem Al-Bisira i 16 okolicznymi wsiami. Do 5 czerwca 2014 ISIS przejęło całkowitą kontrolę nad zachodnim pasem granicznym muhafazy Dajr az-Zaur (nie wliczając przejścia granicznego w Abu Kamal). Stało się możliwe po ostatecznym ataku czeczeńskiego i afgańskiego oddziału dżihadystów na pozycje frakcji Dżabhat an-Nusra.
Ponadto po zajęciu zachodniego pasa granicznego muhafazy Dajr az-Zaur, ISIS skierowało swoje uderzenie na południe osd stolicy mufafazy. 9 czerwca 2014 ekstremiści zajęli miasta Choszam oraz Hatla wzdłuż Eufratu, dziesięć dni później leżące bardziej na południe Muhassan, Al-Bu Amr oraz Al-Bu Lajl, z kolei 25 czerwca 2014 Haridżi a także Tall Duman. W efekcie ISIS kontrolowało całe południowe przedpole Dajr az-Zaur. Sześciotygodniowa ofensywa ISIS kosztowała życie 600 islamistów i spowodowała ucieczkę z domostw 130 tys. ludzi. Do połowy czerwca 2014 w walkach międzyfrakcyjnych życie straciło 6 tys. osób.

### Podjęcie kampanii irackiej i proklamowanie Państwa Islamskiego (czerwiec 2014)
Konsekwencją majowych sukcesów w Dajr az-Zaur, było podjęcie w czerwcu 2014 przez Islamskie Państwo w Iraku i Lewancie szeroko zakrojoną ofensywę w Iraku. Operacja islamistów była możliwa dzięki swobodnym przekraczaniu granicy iracko-syryjskiej. Ofensywa dżihadystów w Iraku rozpoczęła się od ataku na Sammarrę i zdobyciu 10 czerwca 2014 Mosulu po sześciodniowej bitwie. Armia iracka początkowo podjęła walkę z dżihadystami i wspierającymi ich baasisami, jednak po upadku Mosulu i dopuszczaniu się masowych egzekucji na szyitach i zbrodni wojennych przez islamistów, całe dywizje irackiego wojska dezerterowały. Po opanowaniu irackiej prowincji Niniwa ISIS skierowało się do prowincji Salah ad-Din, gdzie zajęto miasto Tikrit oraz po dziesięciodniowej bitwie strategiczną rafinerię ropy naftowej w Bajdżi. Po rozpoczęciu kampanii irackiej Islamskie Państwo Iraku i Lewantu ogłosiło, iż wstrzymało operacje zbrojne na terytorium Syrii, aby skoncentrować się na ściąganiu z północnego Iraku zdobytej broni.
Na czas czerwcowej ofensywy w Iraku, dżihadyści nieco zmniejszyli tempo ofensywy w Dajr az-Zaur, jednak zdołali zająć przedpole stolicy muhafazy. Ponadto w dniach 19-21 czerwca 2014 w ramach kampanii irackiej, toczyła bitwa między ISIS o siłami irackimi o kontrolę nad iracką częścią przejścia granicznego Abu Kamal – Al-Ka'im. Sunniccy rebelianci opanowali przejście graniczne, zabijając 34 funkcjonariuszy irackich sił bezpieczeństwa. Pełna kontrola nad przejściem granicznym znacznie ułatwiła dżihadystom transport broni i ciężkiego sprzętu na front wojny z rządem w Bagdadzie, zwłaszcza, iż kontrolujący syryjską stronę granicy ugrupowanie Dżabhat an-Nusra, oficjale ugrupowanie powiązane z Al-Ka’idą, zadeklarowali 25 czerwca 2014 lojalność wobec Islamskiego Państwo w Iraku i Lewancie. Zjednoczenie dotyczyło przejścia granicznego Abu Kamal – Al-Ka'im, gdzie garnizon Dżabhat an-Nusra przeszedł na stronę ISIS. Mimo tego między rywalizującymi ugrupowaniami doszło do walk. Dżabhat an-Nusra wraz z innymi islamskimi brygadami usiłowała bronić przygranicznych pozycji, jednak ostatecznie zostali pobici przez dżihadystów tworzących kalifat. Abu Kamal padło 1 lipca 2014.
29 czerwca 2014, pierwszego dnia ramadanu, Islamskie Państwo w Iraku i Lewancie ogłosiło powstanie kalifatu pod nazwą „Państwo Islamskie” (IS; „Islamic State”) na ziemiach przez siebie kontrolowanych. Nowa nazwa dotyczyła też ugrupowania z którego usunięto wyrazy „Irak” oraz „Lewant”. Na czele kalifatu stanął wybrany przez szurę, lider ugrupowania, szejk Abu Bakr al-Baghdadi. W domniemaniu kalif stał się przywódcą wszystkich muzułmanów na świecie. Władze USA, że deklaracja suwerenności IS „nie ma znaczenia”. Islamskie ugrupowanie militarne Dżajsz al-Islam wchodzące w skład Frontu Islamskiego, odrzuciło deklarację o utworzeniu kalifatu, argumentując, że „gang al-Baghdadiego żyje świecie fantazji”, a deklaracja suwerenności to jedynie element „wojny psychologicznej”. W dniu ogłoszenia deklaracji o ustanowieniu kalifatu, w kontrolowanych miastach przez IS miały miejsce parady zwycięstwa. Z kolei w mieście Dajr Hafir na wschodzie muhafazy Aleppo, ukrzyżowano ośmiu bojowników wrogiego ugrupowania.

### Podbój muhafazy Dajr az-Zaur przez IS (lipiec 2014)

Sytuacja w Dajr az-Zaur po walkach z pierwszej połowy lipca 2014 – zachodnie wybrzeże Eufratu pod kontrolą sił rządowych, wschodnie wybrzeże pod kontrolą terrorystów IS

Po zawojowaniu północno-zachodniego Iraku, Państwo Islamskie wznowiło kontrofensywę w Syrii. Na przełomie czerwca i lipca 2014 skierowali swoje uderzenie od południowej przedpola Dajr az-Zaur na południe wzdłuż Eufratu. Do 3 lipca 2014 Państwo Islamskie przejęło kontrolę nad 44-tysięcznym miastem Al-Majadin i Asz-Szahil oraz szeregiem innych miejscowości w muhafazie Dajr az-Zaur nad Eufratem oraz największym polem naftowym Syrii, Al-Umara, po wycofaniu się stamtąd sił Dżabhat an-Nusra. Po ofensywie IS z początku lipca 2014, dżihadyści kontrolowali wszystkie miasta wzdłuż Eufratu od Dajr az-Zaur po Abu Kamal. 14 lipca 2014 bojówki dżihadystów wyparły rebeliantów Dżabhat an-Nursa z kontrolowanych przez nich wschodnich dzielnic Dajr az-Zaur. W trakcie walk dżihadyści dokonali egzekucji dowódcy Dżabhat an-Nursa w Dajr az-Zaur. Tym samym, po odwrocie większości innych grup rebelianckich, cała wschodnia część miasta była kontrolowana przez dżihadystów IS. Eufrat stanowił linię frontu, gdyż po drugiej stronie stacjonowały siły rządowe. Ponadto niemal cała muhafaza znalazła się pod kontrolą Państwa Islamskiego. Państwo Islamskie zawojowało innych rebeliantów, a wojsko syryjskie kontrolowało jedynie zachodnią cześć stolicy muhafazy wraz z lotniskiem oraz jej przedpola.
4 lipca 2014 doszło do pierwszej zbrojnej operacji sił amerykańskich na terytorium Syrii. Amerykańscy komandosi próbowali uwolnić zakładników przetrzymywanych przez Państwo Islamskie w Al-Ukrajriszi pod Ar-Rakką. Jednak ich akcja zakończyła się niepowodzeniem, a przetrzymywanych zakładników zaczęto zabijać na przełomie sierpnia i września 2014, po rozpoczęciu przez USA operacji lotniczej w Iraku.
Po wyparciu syryjskich bojówek z muhafazy Dajr az-Zaur, Państwo Islamskie w sierpniu 2014 ponowiło kampanię w północnym Iraku, dopuszczając się masakr na jazydach i chrześcijanach co spowodowało podjęcie lotniczej interwencji Stanów Zjednoczonych na terytorium Iraku, podbitym przez Państwo Islamskie. W odwecie na bombardowania pozycji Państwo Islamskiego, dżihadyści 19 sierpnia 2014 dokonali na terenie Pustyni Syryjskiej egzekucji na amerykańskim reporterze wojennych Jamesie Foleyu, porwanym w muhafazie Idlib w listopadzie 2012. Foleya nie udało się uwolnić amerykańskim komandosom podczas lipcowej akcji w Ukajriszy. Oprawcy Amerykanina, zażądali od Baracka Obamy zaprzestania bombardowań, w przeciwnym razie zagrażając egzekucją kolejnego zakładnika, Stevena Joela Sotloffa. Video z egzekucji Stevena Sotloffa zostało opublikowane przez Państwo Islamskie 2 września 2014. Tymczasem podczas trwania kampanii irackiej, na zajętych terytoriach w muhafazie Dajr az-Zaur, w pierwszej połowie sierpnia 2014, dżihadyści egzekucji na 700 członkach plemion zamieszkiwanych pustynne tereny, przeciwstawiających się ekspansji Państwa Islamskiego.

### Operacje ISIS we Wschodniej Ghucie i pod Aleppo
Uformowany sojusz pod nazwą Ahl asz-Szam w muhafazie Aleppo, składający się z Frontu Islamskiego, Dżabhat an-Nusra oraz Armii Mudżahedinów, przeprowadził w dniach 22-23 czerwca 2014 operację na terenach wiejskich pod Aleppo, przechwytując z rąk ISIS wiele wiosek pod Ar-Raj i Achtarin, wykorzystując zaangażowanie ekstremistów w Iraku i na wschodzie Syrii. Ponadto w rejonie walk zauważono amerykańskie pojazdy wojskowe Humvee zdobyte przez dżihadystów w Iraku.
W dniach 27–30 czerwca 2014 wybuchły starcia między bojówkami Państwa Islamskiego a siłami ugrupowania Dżajsz al-Islam we mieście Mida oraz Hammurijja, leżącej we Wschodniej Ghucie pod Damaszkiem, na północ od Al-Mlihy, gdzie syryjscy rebelianci bez udziału IS zmagali się z siłami rządowymi. W trakcie walk o Midę ekstremiści IS pojmali wówczas 25 bojowników wrogiego ugrupowania i zlikwidowali nieznaną część z nich. Zahran Allusz, dowódca Armii Islamu, wezwał swoich zwolenników do przeciwstawienia się IS. W wyniku zaciętych walk siły Państwa Islamskiego wycofały się z Midy, tracąc 15 ludzi. Poległo też 14 sunnickich rebeliantów. Z kolei 9 lipca 2014 Państwo Islamskie dokonało w Ghucie udanego zamachu bombowego na lokalnego dowódcę Dżajsz al-Islam, Abu Muhammada Haruna, który zginął na miejscu.
Równolegle, walcząca na terenie prowincji Idlib brygada Dawud, licząca ponad 1000 bojowników i wchodząca dotąd w skład Frontu Islamskiego, pod wrażeniem sukcesów Państwa Islamskiego przeszła na jego stronę. Pod pretekstem udzielenia pomocy bojownikom walczącym w Aleppo, wycofała się do muhafazie Ar-Rakka, zabierając ze sobą 10 zdobytych czołgów i setkę innych pojazdów wojskowych. 21 lipca 2014 Dżabhat an-Nursa przejął kontrolę nad miastem Harim w mufahazie Idlib z rąk Ruchu Hazzam, powiązanym z Wolną Armią Syrii i podlegającemu Syryjskiej Radzie Dowództwa Rewolucyjnego. Oba ugrupowania współpracowały, jednak po zajeździe z Harimu, Ruch Hazzam ogłosił, iż kończy współpracę wojskową.
Wobec porażek Frontu Islamskiego wobec Państwa Islamskiego, Ahrar asz-Szam czynił poszukiwania nowych sojuszników, by móc rywalizować ze ściągającymi dżihadystami do kalifatu. W związku z tym 3 sierpnia 2014 podpisano ugodę z 17 innymi ugrupowaniami powołującymi Syryjską Radę Dowództwa Rewolucyjnego. W skład niej wchodziły rozłamowcy z Frontu Islamskiego (Dżajsz al-Islam oraz Liwa Sukur asz-Szam), Wolnej Armii Syrii (Syryjski Front Rewolucyjny oraz Ruch Hazzam), a także mniejsze ugrupowania takie jak Armia Mudżahedinów czy Andżad asz-Szam.
25 lipca 2014 IS odbiło z rąk armii syryjskiej wioski Ar-Rahmanijja, At-Ta'ana oraz Al-Makbala, leżące na wschód od Aleppo. Ponadto doszło do walk wokół oblężonej przez IS bazy wojskowej Al-Kuwejrs. 13 sierpnia 2014 Państwo Islamskie po przeprowadzonej kontrofensywie zajęło kilka miejscowości w tym Turkmin Barih oraz Achtarin, leżące 50 km na północnych wschód od Aleppo. Miejscowości te były kontrolowane od końca czerwca 2014 przez Dżabhat an-Nusra oraz Front Islamski. W walkach zginęło 40 rebeliantów i 12 ekstremistów IS. Wielu wrogich bojowników Państwu Islamskiemu, zostało pozbawionych życia podczas egzekucji. Ponadto do niewoli wzięto 50 bojowników. 16 sierpnia 2014 IS uderzyło na wioski leżące pod bastionem umiarkowanych rebeliantów Marija. Po zajęciu wioski Tall Malid w dniu 18 sierpnia 2014, Syryjska Rada Dowództwa Rewolucyjnego wysłała posiłki do obrony Mariji. Do walk z ziem kurdyjskich przybyło ugrupowanie Dżabhat al-Akrad, które wspólnie z Ruchem Hazzam i Frontem Islamskim podjęło kontrofensywę przeciwko IS na terenach wiejskich między Mariją i Azaz. W efekcie podjęcia kontrofensywy, wyparto dżihadystów z kilkunastu wiosek, a w boju z 27 sierpnia 2014, śmierć poniosło 43 ekstremistów.
9 września 2014 zamachowiec-samobójca z ISIS dokonał ataku podczas spotkania dowództwa Ahrar asz-Szam w Ram Hamdan w muhafazie Idlib, zabijając lidera ugrupowania Hasana Abuda i 28 członków kierownictwa. Abud był znany z krytyki Państwa Islamskiego. Kolejnego dnia rada rebeliantów wybrała nowe dowództwo. Liderem został Haszim asz-Szajch, zwany także jako Abu Dżabir. Natomiast nowym dowódcą wojskowym został Abu Salih. Zapowiedziano także, że grupa będzie nadal walczyć z syryjskimi siłami rządowymi i dżihadystami z Państwa Islamskiego.

## Ofensywa dżihadystów przeciwko siłom rządowym

### Bitwa o pole naftowe Asz-Sza'jr (lipiec 2014)
Wieczorem 16 lipca 2014 ekstremiści z Państwa Islamskiego dokonali zmasowanego ataku na pole naftowe Asz-Sza'jr, leżące na pustyni, na północny zachód od miasta Palmyra w muhafazie Hims. Atak rozpoczął się od operacji zamachowców-samobójców, którzy wysadzili się w powietrze w obrębie wojskowych punktów kontrolowanych rozlokowanych na pustyni. Wybuchła wówczas zacięta, 12-godzinna walka, w czasie której IS zajęło osiem punktów kontrolnych. Punkty były bronione przez 370 członków Narodowych Sił Obronnych. W bitwie zginęło 270 osób, w tym członkowie NDF, ochroniarze pól naftowych oraz 11 pracujących tam ludzi. Poległo również 40 islamistów. 200 osób zginęło podczas masowych egzekucji, które określono mianem masakry na siłach prorządowych.
Po szturmie na pole naftowe, dżihadyści ujawnili nagranie video, na którym zaprezentowali zdobyty sprzęt wojskowy i leżące na pustyni 50 ciał ofiar walk. Ostatnie jednostki syryjskie wycofały się z pól Asz-Sza'jr do 19 lipca 2014, z powodu silnego ostrzału ze strony islamistów. Tego dnia w walkach z ekstremistami i omyłkowymi nalotami na własne pozycje śmierć poniosło 65 żołnierzy.
20 lipca 2014 ruszyło kontrnatarcie sił rządowych na utracone pozycje. Wybuchły ciężkie walki z dżihadystami, które przyniosły nowe ofiary. Kolejnego na pole Asz-Sza'jr przybyło wsparcie z bazy sił powietrznych Tijas z miasta Hims. Ostatecznie armia odzyskała kontrolę nad polami naftowymi 26 lipca 2014, całkowicie wypierając bojowników. Podczas odwrotu żołnierze zabili dziesiątki dżihadystów i przejęli od nich utracony sprzęt, w tym co najmniej 15 czołgów i dziesiątki rakiet, które były używane przez IS do obrony pola.

### Uderzenia ISIS na bazy Sił Zbrojnych Syrii
Wieczorem 23 lipca 2014, w kontrolowanej przez Państwo Islamskie Ar-Rakce, batalion islamski o sile 640 bojowników, przypuściło szturm na bazę 17. Dywizji Syryjskich Arabskich Sił Zbrojnych. Był to ostatni przyczółek armii syryjskiej na terenie islamskiego bastionu, leżący na północ od miasta. Atak na bazę nastąpił z trzech stron, a bramy zostały sforsowane przez dwóch zamachowców-samobójców. Eksplozje spowodowały śmierć 19 żołnierzy. Baza padła 26 lipca 2014. Wówczas ok. 300 żołnierzy uciekło w kierunku 91. Bazy oraz okolicznych wsi. Pokonani wojskowi udali się również do Bazy Tabka, znajdującej się 55 km na zachód od Ar-Rakki, nad zbiornikiem retencyjnym Al-Asad. 50 żołnierzy zostało pojmanych przez dżihadystów. Ścięto im głowy, które porozrzucano po ulicach miasta, lub nabijano na pale. W trakcie bitwy o 17. Bazę śmierć poniosło 28 islamistów i łącznie 105 żołnierzy.
24 lipca 2014, kilka godzin po rozpoczęciu szturmu na 17. Bazę, Państwo Islamskie zaatakowało również 121. Bazę Pułku Artylerii, a także punkt kontrolny Banurama pod Al-Hasaką. Ponadto czterech napastników przebranych w mundury Narodowych Sił Obronnych zaatakowało biuro partii Baas w Al-Hasace, zabijając tamtejszego lidera politycznego. Czterech bojowników IS w końcu wysadziło się w powietrze, zabijając 12 osób. 25 lipca 2014 w trakcie walk o 121. Bazę śmierć poniosło 11 żołnierzy i 17 islamistów, którzy wcześniej dokonali zamachu na punkt Banurama, pozbawiając życia pięciu wojskowych. 27 lipca 2014 rebelianci zdołali przejąć kontrolę nad 121. Bazą. Po sukcesie dżihadystów bojówki prorządowe wraz z kurdyjskimi Powszechnymi Jednostkami Ochrony (YPG) wzmogły patrole wojskowe w Al-Hasace. 31 lipca 2014 IS wycofało się za obrzeża miasta, z potencjalnego ostrzału, wywoływanego przez siły rządowe. W wyniku błyskawicznej kontrofensywy syryjskich sił zbrojnych, wyparto radykałów z wiosek Al-Humur, As-Slalijji, Al-Fallaha, Al-Ma'ruf i Al-Makbara, spychając rebeliantów aż pod Asz-Szadadi, znajdujące się 45 km na południe od Al-Hasaki.
26 lipca 2014, Państwo Islamskie dokonało szturmu na oblężoną bazę Al-Kuwijrs. Intensywne walki o bazę trwały do 2 sierpnia 2014. Islamistom nie udało się sforsować linii obronnych sił rządowych, z powodu silnego ostrzału.
7 sierpnia 2014 Państwo Islamskie kontynuowało swoją ofensywę. Zaatakowano bowiem Bazę 93. Brygady. Przebieg skoordynowanego ataku, był podobny do poprzednich – zamachowiec-samobójca forsował bramę bazy, po czym do szturmu przystępowało komando islamistów. Już kolejnego dnia, załoga bazy poddała się, a rebelianci szykowali atak na ostatnią warownię sił rządowych w muhafazie Ar-Rakka, jaką była Baza Sił Powietrznych Tabka.

### Bitwa o Bazę Sił Powietrznych Tabka (sierpień 2014)
Szturm na bazę rozpoczął się wieczorem 18 sierpnia 2014 i nastąpił dzień po serii nalotów w wykonaniu syryjskich sił powietrznych na pozycje islamistów w Ar-Rakce, w pobliżu Bazy Tabka, a także na zajęte przez IS miasta muhafazy Dajr az-Zaur. W 26 nalotach zginęło 31 rebeliantów i ośmiu cywilów. Atak rozpoczął się od strony zajętych wcześniej przez Państwo Islamskie wiosek, uderzeniem dwóch zamachowców-samobójców. Następnie na teren bazy, który liczył garnizon składający się z 1400 żołnierzy, przedostało się ok. 200 bojowników. Wówczas rozpoczęła się krwawa bitwa o kontrolę nad poszczególnymi partiami bazy. Przełom nastąpił 22 sierpnia 2014, kiedy rebelianci zajęli punkt kontrolny Al-Tajjara, jednak nie udało się złamać linii oporu obrońców bazy. Walczący żołnierze byli na bieżąco wspierani przez posiłki, przerzucane droga powietrzną. W ciągu pięciu dni walk o bazę śmierć poniosło według różnych danych od 70 do 200 rebeliantów, w tym ich dowódca Umar Abd ar-Rahman oraz 14 żołnierzy.
Wieczorem 22 sierpnia 2014, islamiści podjęli kolejny szturm z wykorzystaniem zamachowców-samobójców, jednak armia przy wykorzystaniu lotnictwa odparła go. Terroryści przystąpili wówczas do oblężenia bazy. Linie obrony garnizonu bazy sił powietrznych zostały przełamane 24 sierpnia 2014. Wówczas rebelianci zajęli duże części bazy. Manewr islamistów został przeprowadzony podczas odwrotu armii z oblężonej bazy do wsi Isrijja, gdzie gromadzili się dżihadyści. W bazie obsadzony został niewielki garnizon, który nie poradził sobie ze zmasowanym atakiem, przeprowadzonym jeszcze tego samego dnia, który pozbawił życia 170 żołnierzy. Kolejnego dnia lotnictwo dokonało siedmiu nalotów na islamistów, którzy przedostali się na teren bazy. Nie spowodowało to jednak odwrotu dżihadystów, którzy przechwycili w bazie samoloty MiG-21B, systemy pocisków ziemia-powietrze 9K38 Igła oraz kierowane pociski rakietowe AIM-9 Sidewinder.
W trakcie bitwy o bazę Takba zginęło ponad 200 żołnierzy i 346 rebeliantów Państwa Islamskiego. Z bazy zdołało uciec 700 żołnierzy, jednak 500 wojskowych dostało się w ręce dżihadystów. 160 z nich zostało zamordowanych w dniach 27–28 sierpnia 2014, przez co bilans zabitych żołnierzy zwiększył się do 360.

## Międzynarodowa interwencja przeciwko Państwu Islamskiemu
W trakcie kampanii lotniczej na terytorium Iraku, 10 września 2014, prezydent Stanów Zjednoczonych Barack Obama ogłosił strategię walki z Państwem Islamskim. Obama zapowiedział kontynuacje nalotów na Irak, mimo gróźb Państwa Islamskiemu egzekucji kolejnych zachodnich zakładników i rozszerzenie ich na Syrię. Obama wykluczył operację lądową. W zamian ogłosił plan dozbrajania i pomocy szkoleniowej dla sił kurdyjskich i irackich walczących z Państwem Islamskim oraz umiarkowanych rebeliantów syryjskich. Następnie Stany Zjednoczone przystąpiły do formowania koalicji międzynarodowej, która podjęła by kampanię lotniczą przeciwko Państwu Islamskiemu.
19 września 2014 do nalotów na terytorium Iraku przyłączyła się Francja. Z kolei operacja lotnicza na terytorium Syrii rozpoczęła się 23 września 2014. Udział w nalotach bez oficjalnej zgody rządu w Damaszku wzięły Stany Zjednoczone, Katar, Arabia Saudyjska, Bahrajn, Zjednoczone Emiraty Arabskie oraz Jordania. Wśród celów bombardowanych przez lotnictwo koalicji, znalazły się bazy zajęte przez dżihadystów w trakcie letniej ofensywy.